# Helge Lerider
Helge Lerider (* 16. Jänner 1941 in St. Pölten) ist ein österreichischer Brigadier i. R.

## Leben
Lerider wurde zum Infanterieoffizier ausgebildet. Er diente u. a. im Stab des Militärkommandos Oberösterreich (MilKdoOÖ) und war Abteilungsleiter im Bundesministerium für Landesverteidigung. Ab 1986 war er Verteidigungsattaché in verschiedenen europäischen Ländern (Vereinigtes Königreich, Dänemark und Irland) sowie später in der Türkei und Israel. 2003 trat er in den Ruhestand.
Er ist Mitglied des freiheitlichen Atterseekreises und Vorstandsmitglied des Internationalen Instituts für Liberale Politik Wien (IILP).